# Effie Awards
Effie Awards (z anglického Effectivenes, tj. efektivnost) je celosvětová soutěž o nejefektivnější reklamu. V České republice se EFFIE uděluje od roku 1997.

## Historie
První cena byla udělena v New Yorku Americkou Marketingovou Asociací v roce 1968 se sídlem v New Yorku. V Evropě se poprvé Effie předávaly v roce 1981 v Německu. Následně pak v Belgii, Holandsku. Francii, Švýcarsku. Mimo Evropy pak i v CHile, Mexiku, Indii a Japonsku. V současnosti je Effie udělována na pěti kontinentech a 40 zemích, včetně České republiky. 
- Effie v Evropě: Rakousko, Belgie, Česká republika, Finsko, Německo, Řecko, Maďarsko, Island, Izrael, Nizozemsko, Polsko, Rumunsko, Rusko, Slovensko, Slovinsko, Švýcarsko, Turecko, Ukrajina
- Effie v Americe: USA, Chile, Ekvádor, El Salvador, Guatemala, Mexiko, Peru
- Effie v Asii a Pacifiku: Čína, Hong Kong, Indie, Nový Zéland, Singapur[1]
- Euro Effie: evropský formát soutěže, podmínkou je kampaň minimálně ve dvou evropských zemí
- Global Effie: celosvětový formát soutěže, podmínkou je kampaň alespoň v šesti zemích světa

## Hodnocení a porota
Cenu v České republice uděluje Asociace komunikačních agentur (AKA). Hodnocení poroty je dvoukolové. Porota posuzuje měřitelné a prokazatelné výsledky kampaní ve vztahu k zadaným cílům. Hodnotí také jejich účinnost v poměru k vynaloženým prostředkům. Ve druhém kole je hodnocena kreativita kampaní.

### Kategorie
Effie se uděluje v sedmi kategoriích v níže uvedených segmentech:
- Potraviny
- Nápoje
- Spotřební zboží (auto-moto a související služby – servisy, čerpací stanice , výrobky bílé techniky, domácí audiovizuální přístroje, počítače, mobilní telefony, potřeby pro domácnost, sportovní potřeby, oděvy, OTC, osobní hygiena, čisticí prostředky atd.).
- Finanční služby (bankovnictví, pojišťovnictví, investování, platební karty)
- Ostatní služby (telekomunikační a další veřejné komerční služby, maloobchodní síť, poskytovatelé internetu, elektřiny, plynu, tepla a vody, turistika, doprava apod.)
- Sociální, ekologický, zdravotní a kulturní marketing (nadace, sdružení, charita, firemní komunikace s veřejně prospěšným cílem apod.)
- Malý rozpočet (do 1 mil. Kč externích nákladů; externími náklady se rozumí všechny náklady s výjimkou těch, které jsou spojeny s vedením zakázky (account) a vytvořením  konceptu (kreativa), eventuálně s interní výrobou v případě digitálních kampaní. Do externích nákladů tedy patří náklady vynaložené jak na výrobu kampaně pro tradiční média (TV spot, rádio spot, billboardy  atd.), tak na její mediální nasazení, dále produkční náklady na pořádání eventů, na ceny ve spotřebitelských soutěžích, na tisk dopisů a lettershop v direkt marketingu, investice do bannerů, PPC atd. u digitálních kampaní apod. Práce přihlášené do této kategorie nesmí být z oblasti sociálního, ekologického, zdravotního a kulturního marketingu ani nemohou paralelně soutěžit v žádné další kategorii)[3]

## Ocenění
V sedmi kategoriích uděluje porota Zlatou, Stříbrnou a Bronzovou Effie, které mohou, ale také nemusejí být uděleny. Mohou být také uděleny ex equo (pro danou kategorii maximálně dvě Zlaté, tři Stříbrné a tři Bronzové)

### Oceněné kampaně
V roce 2015 byla Zlatou Effie oceněna například kampaň Kofoly za koncepci psa Fofoly, nezisková kampaň  Pomozte nám nakrmit děti jídlem a láskou či Moris design za doposud největší rebranding v České republice drogerií Teta.